# Tommy Wright (ur. 1963)
Tommy Wright (ur. 29 sierpnia 1963) – piłkarz północnoirlandzki występujący na pozycji bramkarza; trzydziestojednokrotny reprezentant kraju. W 2011 roku będąc menadżerem Lisburn Distillery, zdobył Puchar Ligi Północnoirlandzkiej.